# Riegsee (kommune)
Riegsee er en kommune i Landkreis Garmisch-Partenkirchen i Regierungsbezirk Oberbayern i den tyske delstat Bayern. Den er en del af Verwaltungsgemeinschaft Seehausen am Staffelsee.

## Geografi
Riegsee ligger i Region Oberland ved søen med samme navn: Riegsee.
I kommunen er der ud over Riegsee landsbyerne Aidling, Hagen, Leibersberg, Lothdorf, Höhlmühle, Perlach og Guglhör.